# Teen Choice Awards
Teen Choice Awards – coroczna gala wręczenia nagród transmitowana przez telewizję Fox. Nagroda wręczana za największe osiągnięcia w dziedzinie muzyki, filmu, sportu, telewizji oraz mody. Głosowanie odbywa się za pośrednictwem mediów społecznościowych, biorą w nim udział osoby w wieku od 13 do 19 lat.

## Historia
W 1999 roku producenci wykonawczy Bob Bain i Michael Burg zostali wybrani do stworzenia wydarzenia podobnego do gali MTV, skierowanego do młodszej grupy demograficznej. Producentami imprezy od 1999 roku są Greg Sills i Paul Flattery. Ceremonia transmitowana jest na żywo lub z jednodniowym opóźnieniem.
Format nagrody od początku pozostał bez zmian. Nominowane są osoby lub produkcje z branży rozrywkowej, sportowej oraz w nietradycyjnych kategoriach.  Pierwsze dwie ceremonie odbyły się 1999 oraz 2000 roku w Barker Hangar na lotnisku w Santa Monica. Od 2001 do 2013 roku gala odbywała się w Gibson Amphitheatre w Universal City w Kalifornii. Po wyburzeniu amfiteatru w 2013 roku, imprezę przeniesiono do Pauley Pavilion na University of California w Los Angeles, jednak ze względu na zalanie sali przez pękniętą rurę 29 lipca 2014 roku, gala odbyła się w Shrine Auditorium w Los Angeles. W 2015 roku ceremonia odbyła się w hali sportowej Galen Center na University of Southern California, a w 2016 roku w Inglewood w Kalifornii.

## Głosowanie
Początkowo głosowanie odbywało się za pomocą kart do głosowania umieszczonych w czasopismach dla nastolatków. Głosy można było również oddać w internecie, za pośrednictwem strony Fox.com.
W 2008 roku, Fox oraz producenci gali utworzyli oficjalną stronę do głosowania Teenchoiceawards.com. W 2009 roku liczba oddanych głosów wyniosła 83 miliony. Obecnie (2016 rok) głosowanie odbywa się za pośrednictwem Twittera, strony FOX.com oraz poprzez oficjalną aplikację mobilną.

## Ceremonie wręczenia nagród
| Rok  | Data             | Prowadzący                                                                | Artyści |
| ---- | ---------------- | ------------------------------------------------------------------------- | --- |
| 1999 | 1 sierpnia 1999  | Nikt (Britney Spears powitanie)                                           | - Christina Aguilera - Blink-182 - NSYNC i Gloria Estefan - Britney Spears                                              |
| 2000 | 6 sierpnia 2000  | Nikt (Freddie Prinze Jr. powitanie)                                       | - 98 Degrees - BBMak - No Doubt - Enrique Iglesias                                                                      |
| 2001 | 12 sierpnia 2001 | Nikt (David Spade powitanie)                                              | - Moulin Huge - Aaron Carter i Nick Carter - Usher - Eve z Gwen Stefani - Shaggy                                        |
| 2002 | 19 sierpnia 2002 | Nikt (Britney Spears i Verne Troyer powitanie)                            | - Nelly - Jennifer Love Hewitt - BBMak                                                                                  |
| 2003 | 2 sierpnia 2003  | David Spade                                                               | - Kelly Clarkson - Evanescence - The Donnas                                                                             |
| 2004 | 8 sierpnia 2004  | - Paris Hilton - Nicole Richie                                            | - Blink-182 - JoJo - Lenny Kravitz - Ashlee Simpson                                                                     |
| 2005 | 14 sierpnia 2005 | - Hilary Duff - Rob Schneider                                             | - Gwen Stefani - The Black Eyed Peas - The Pussycat Dolls - Simple Plan                                                 |
| 2006 | 20 sierpnia 2006 | - Dane Cook - Jessica Simpson                                             | - Nelly Furtado z Timbaland - Rihanna - Kevin Federline                                                                 |
| 2007 | 26 sierpnia 2007 | - Hilary Duff - Nick Cannon                                               | - Avril Lavigne - Kelly Clarkson - Fergie - Shop Boyz                                                                   |
| 2008 | 4 sierpnia 2008  | Miley Cyrus                                                               | - Miley Cyrus - Mariah Carey - AC/DC - M&M Cru                                                                          |
| 2009 | 9 sierpnia 2009  | Jonas Brothers                                                            | - Jonas Brothers - Sean Kingston - Miley Cyrus - The Black Eyed Peas                                                    |
| 2010 | 8 sierpnia 2010  | - Katy Perry - Cory Monteith - Mark Salling - Chris Colfer - Kevin McHale | - Jason Derulo - Travie McCoy z Bruno Mars - Katy Perry - Justin Bieber - Diddy                                         |
| 2011 | 7 sierpnia 2011  | Kaley Cuoco                                                               | - will.i.am - Selena Gomez & the Scene - Jason Derulo - OneRepublic                                                     |
| 2012 | 22 lipca 2012    | - Demi Lovato - Kevin McHale                                              | - No Doubt - Flo Rida - Justin Bieber - Carly Rae Jepsen                                                                |
| 2013 | 11 sierpnia 2013 | - Darren Criss - Lucy Hale                                                | - One Direction - Paramore - Florida Georgia Line z Nelly - Demi Lovato                                                 |
| 2014 | 10 sierpnia 2014 | - Tyler Posey - Sarah Hyland                                              | - Demi Lovato z Cher Lloyd - MAGIC! - Rixton - Becky G - Jason Derulo                                                   |
| 2015 | 16 sierpnia 2015 | - Gina Rodriguez - Josh Peck - Ludacris                                   | - 5 Seconds of Summer - Little Mix - Jussie Smollett i Bryshere Y. Gray - Rachel Platten - Flo Rida z Robin Thicke      |
| 2016 | 31 lipca 2016    | - John Cena - Victoria Justice                                            | - Charlie Puth - Serayah - Flo Rida - Ne-Yo - Jason Derulo                                                              |
| 2017 | 13 sierpnia 2017 | Nikt (Logan Paul powitanie)                                               | - Kyle i Lil Yachty - Rita Ora - Clean Bandit i Zara Larsson - French Montana i Swae Lee - Louis Tomlinson i Bebe Rexha |
| 2018 | 12 sierpnia 2018 | - Nick Cannon - Lele Pons                                                 | - Khalid - Meghan Trainor - Lauv                                                                                        |
| 2019 | 11 sierpnia 2019 | - Lucy Hale - David Dobrik                                                | - OneRepublic - Blanco Brown - Mabel - Jordan McGraw i Sarah Hyland - CNCO - Zhavia Ward                                |

## Nagrody specjalne
Extraordinary Achievement
- 2000: Serena Williams i Venus Williams
- 2001: Sarah Michelle Gellar
- 2002: Reese Witherspoon

Courage Award
- 2004: Bethany Hamilton
- 2006: Jason McElwain

Ultimate Choice Award
- 2004: Mike Myers
- 2007: Justin Timberlake
- 2009: Britney Spears
- 2011: Taylor Swift
- 2012: Zmierzch
- 2013: Ashton Kutcher
- 2014: Selena Gomez[18]

Visionary Award
- 2005: Gwen Stefani
- 2017: Bruno Mars

Acuvue Inspire Award
- 2011: Demi Lovato
- 2012: Miranda Cosgrove
- 2013: Nick Jonas

Candie's Style Icon
- 2013: Miley Cyrus
- 2014: Zendaya Coleman
- 2015: Britney Spears

Decade Award
- 2016: Justin Timberlake[19]

### See Her
- 2017: Vanessa Hudgens[20]

### Icon Award
- 2019: Taylor Swift[21]